# 根羽子沢遺跡
根羽子沢遺跡（ねばこざわいせき）は、秋田県横手市雄物川町大沢に所在する縄文時代前期の遺跡。3基の配石が見つかった。1号組石は全体で長径2m、短径1m前後の楕円形を呈し、その下に同じ大きさの土坑があり、床上30cmからケツ状耳飾りが出土したことから墓だと考えられる。組石中の長さ60cmの棒状の石は、大きさ・形状・出土状況から立石であった可能性が高い。2号組石も土坑をともない、なかに大量の木炭片と穴のあいた偏平な石が7個程度入っていた。遺跡からは、大木4式および大木5式土器が出土している。